# 歌・・・そして絆
『歌・・・そして絆』（うた・そしてきずな）は、1985年3月21日に発売された橋幸夫のオリジナルアルバム。LP（30RL-0001）とカセットテープ（30RM-0001）の2形式で発売された。

## 概要
- 1985年は、1960年7月5日に『潮来笠』でデビュー[2]した橋の芸能生活25周年にあたっていた。このため芸能生活25周年を記念して、リバスター音産よりオリジナルアルバムシリーズが企画された。本アルバムはこの1作目にあたる[1]。
- シリーズ第1作であるため、冒頭にナレーションで橋の挨拶が入っている。ナレーションのBGMには前年のシングル『絆』が使用されている。
- 楽曲は全部で10曲収録されており、全てオリジナルで、既存のシングル曲は収録されていない。また、本アルバムからのシングルカットもない。
- 作詞家、作曲家、編曲家は恩師吉田正をはじめ、ビクター時代からの関係者に加え、今回初めて共演する作家もおりバラエティに富んでいる。
- アルバムの最後に再びナレーションが入り、橋は、「私が17歳でデビューした頃からみますと、音楽も随分も豊かになり、曲の形式もかわり詩の表現も変化しています。それだけに私も新鮮な気持ちで、この多くの作品の1曲々にぶつかりました」と述べている。

## 収録曲
A面
1. ナレーション（絆）
　作曲：宇崎竜童、編曲：朝川朋之
2. 愛歌
　作詞：吉田旺、作曲：三木たかし、編曲：竜崎孝路
3. 流れる
　作詞：岡本おさみ、作曲：加藤登紀子、編曲：竜崎孝路
4. むかい風
　作詞：山川啓介、作曲：馬飼野康二、編曲：馬飼野俊一
5. 薔薇と葡萄酒
　作詞：森雪之丞、作曲：後藤次利、編曲：若草恵
6. フィヨルド
　作詞：星野哲郎、作曲：吉田正

B面
1. 赤坂セレナーデ
　作詞：星野哲郎、作曲：吉田正
2. 東京えれじい
　作詞：喜多条忠、作曲：川口真、編曲：若草恵
3. 五郎の挽歌
　作詞：立原由衣・小椋佳（補作詞）、作曲：小椋佳、編曲：若草恵
4. 別れて来ました
　作詞：なかにし礼、作曲：筒美京平、編曲：馬飼野俊一
5. 泣きわかれ
　作詞：吉田旺、作曲：三木たかし、編曲：竜崎孝路
6. ナレーション（絆）
　作曲：宇崎竜童、編曲：朝川朋之